# Tanghin-Dassouri
Pour les articles homonymes, voir Tanghin.
Tanghin-Dassouri ou Tanghin (par distinction de la partie Dassouri) est une commune rurale et le chef-lieu du département de Tanghin-Dassouri situé dans la province du Kadiogo de la région Centre au Burkina Faso.

## Géographie
Tanghin-Dassouri est une conurbation regroupant désormais différentes localités (Dassouri, Itaoua, Singuivoussé regroupant environ 12 000 habitants dénombrés lors du dernier rencensement général de la population datant de 2006) située à 25 km au sud-ouest du centre de Ouagadougou, la capitale du pays, et à seulement 10 km de ses premiers faubourgs ayant connu une expansion très rapide depuis les années 2000.
La commune est traversée par la route nationale 1.

## Santé et éducation
Tanghin-Dassouri accueille un centre médical (CM) tandis que le centre médical avec antenne chirurgicale (CMA) de la province se trouve à Pissy.
La ville possède deux écoles primaires publiques.

## Religion
Tanghin-Dassouri est le siège de la paroisse Saint-Michel et possède une mosquée sunnite.